# Quân nhân chuyên nghiệp
Quân nhân chuyên nghiệp là một hàm hay một thể loại hàm trong các lực lượng vũ trang ở nhiều quốc gia. Tùy mỗi nước, mỗi quân chủng, hay mỗi bối cảnh lịch sử mà quân nhân chuyên nghiệp đôi khi được định nghĩa như cấp bậc nhỏ nhất trong các hàm sĩ quan thụ phong (CO), đàn anh nhất trong các quân hàm sĩ quan không thụ phong (NCO), hoặc nằm trong một thể loại riêng biệt. Nhóm quân hàm sĩ quan chuyên nghiệp là đặc thù nổi bật trong các quân đội của các nước Khối Thịnh vượng chung Anh và Hoa Kỳ.
Ở quân đội hệ Anh, Mỹ, tên của hàm này xuất hiện từ thời trung cổ ở Anh. Nó được sử dụng lần đầu tiên trong thế kỉ thứ 13: Trong Hải quân Hoàng gia Anh, quân nhân chuyên nghiệp được phân hàm dựa trên kinh nghiệm làm việc và nhận hàm bằng một trát lệnh chứ không phải một văn bản phong quân hàm chính quy (như trong trường hợp sĩ quan thụ phong). Tuy nhiên, quân nhân chuyên nghiệp trong biên chế Anh thường sẽ được công nhận và đối xử khác biệt so với sĩ quan không thụ phong dù cả hai đều không giữ phong hàm.
Sĩ quan thụ phong trong biên chế quân đội Hoa Kỳ được phân loại trong nhóm hàm "W", khác biệt với nhóm "O" (sĩ quan thụ phong) và "E" (quân nhân nhập ngũ); trong một số trường hợp, người nhập ngũ có thể chuyển thẳng thành quân nhân chuyên nghiệp-ví dụ, những người đã hoàn thành chương trình đào tạo phi công trực thăng trong đơn vị hàng không quân chủng lục quân Hoa Kỳ chuyển thẳng thành quân nhân chuyên nghiệp hàng không.
Ở các nước khối thịnh vượng chung, quân nhân chuyên nghiệp thường nằm chung với sĩ quan không thụ phong và quân nhập ngũ trong một nhóm gọi là các hàm khác, tương đương với nhóm "E" trong quân đội Hoa Kỳ (khi không có nhóm "W" riêng trong các quân chủng cụ thể).